# Ceres (istennő)

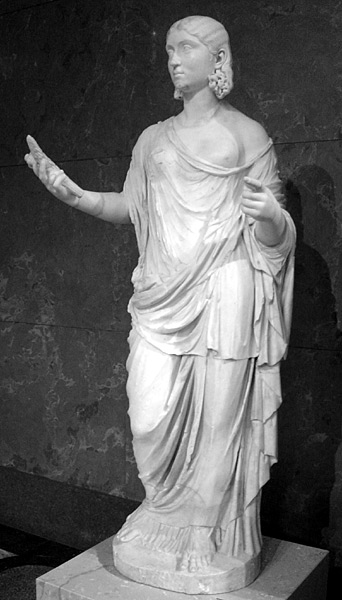
Ceres gyümölcsöt hoz

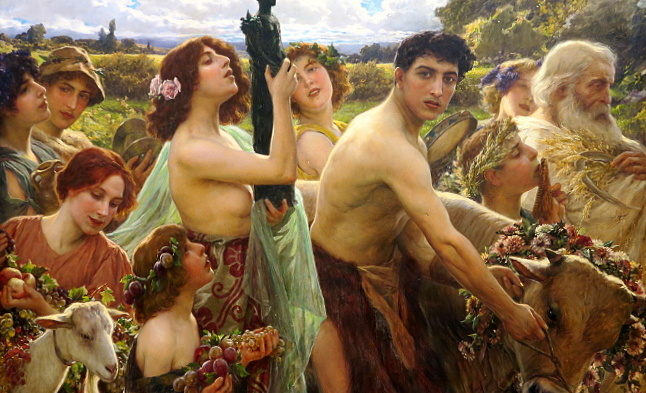
Ave Natura, Cesare Saccaggi da Tortona műve, amely római menetet jelent Cereshez, a búza istennőjéhez

Ceres (latinul Cerēs, görögül Démétér) a római mitológiában a növények ültetése (főleg a gabonáé) és az anyai szeretet istennője. Saturnus és Ops lánya és Iuppiter testvére-felesége. Ő szülte Iuppitertől Proserpinát. A testvérei Iuno, Vesta, Neptunus és Pluto. Ő volt Szicília védőistene.

## Története
Általában jogarral, virágokkal és gyümölcsökkel teli kosárral és búzaszálakból szőtt koszorúval ábrázolták.
Ceres a mai szicíliai Enna város patrónája volt. A monda szerint egyszer azért könyörgött Jupiterhez, hogy helyezze át Szicíliát a mennyekbe és így jött létre a szigethez hasonlóan háromszögű északi Triangulum csillagkép, amelynek korai neve Szicília volt.
A rómaiak i. e. 496-ban fogadták be isteneik közé Cerest, amikor egy pusztító éhínség közepette a Sibylla könyvei azt tanácsolták, hogy imádják az istennő görög megfelelőjét, Démétért is és rajta kívül Korét (Perszephoné-Proserpina) és Iacchust (valószínűleg Dionüszosz, vö. Bacchus). (Más változatokban Ceres, Liber és Libera, azaz Démétér, Dionüszosz és Koré szerepel.)
A májusban tartott ambarvalia ünnepen Cerest titkos rituálék során nők személyesítették meg, és ünnepelték. Fő ünnepe azonban a cerealia vagy Ludi Ceriales („Ceres játékai”) volt, a i. e. 3. századtól, április 12. és április 19. között.
A római Aventinus dombon volt temploma.
Tisztelete főleg a búzakereskedelem jórészét kezében tartó plebeius osztályokkal forrott össze. Ennek eredete az, hogy a plebeiusok az Aventinus-dombon helyezték el közös pénztárukat, amiből később felkeléseiket és secessióikat fedezték anyagilag. Az Aventinus-dombi Ceres-templom és a támogató plebeius-pénztár összefonódott.
Ceres imádásának rituáléiról kevés tényt ismerünk. Ezek közül az egyik fura szokás az volt, hogy rókák farkához égő tárgyakat kötöttek és szabadon engedték őket a Circus Maximusban.
Ceresnek 12 isteni segítője volt, akik a földművelés különböző ágazataiért voltak felelősek. A Ceres-kultusz a késői antikvitás korában misztériumvallássá alakult, részben ötvöződött Attis és Magna Mater rituáléival, és egy termékenység-központú kultuszkörré vált.